# Nicola Bagioli
Nicola Bagioli (Sondrio, 19 februari 1995) is een voormalig Italiaans wielrenner. Nicola is de oudere broer van wielrenner Andrea Bagioli.

## Carrière
In 2015 nam Bagioli deel aan de Ronde van de Aostavallei, waar hij in de laatste etappe, met aankomst op de Grote Sint-Bernhardpas, als derde wist te finishen. In het bergklassement werd hij tweede, met een achterstand van negen punten op Giulio Ciccone. In 2016 was hij dichter bij een overwinning: in de tweede etappe was enkel Mark Padoen sneller. In 2016 behaalde hij verschillende overwinningen en ereplaatsen in het Italiaanse amateurcircuit.
Na een stageperiode in 2016 werd Bagioli in 2017 prof bij Nippo-Vini Fantini. In mei werd hij elfde in de GP Lugano. In maart 2018 won hij het bergklassement van de Tirreno-Adriatico. Zijn laatste seizoenen als beroepsrenner reed de Italiaan in Franse dienst voor B&B Hotels p/b KTM.

## Palmares

### Belangrijkste overwinningen
2018
Bergklassement Tirreno-Adriatico

## Resultaten in voornaamste wedstrijden
| Jaar | Ronde van Italië | Ronde van Frankrijk | Ronde van Spanje |
| ---- | ---------------- | ------------------- | ---------------- |
| 2017 |                  |                     |                  |
| 2018 |                  |                     |                  |
| 2019 | opgave           |                     |                  |
| 2020 |                  |                     |                  |

| Jaar | Milaan-San Remo | Ronde van Lombardije | Strade Bianche |
| ---- | --------------- | -------------------- | -------------- |
| 2017 |                 | opgave               |                |
| 2018 |                 | opgave               |                |
| 2019 |                 |                      | opgave         |
| 2020 | 116e            | opgave               | opgave         |

### Resultaten in kleinere rondes
| Jaar | Tirreno-Adriatico |
| ---- | ----------------- |
| 2018 | 99e               |
| 2019 |                   |
| 2020 | Opgave            |

## Ploegen
2016 –  Nippo-Vini Fantini (stagiair vanaf 1 augustus)
2017 –  Nippo-Vini Fantini
2018 –  Nippo-Vini Fantini-Europa Ovini
2019 –  Nippo-Vini Fantini-Faizanè
2020 –  Androni Giocattoli-Sidermec
2021 –  B&B Hotels p/b KTM
Arredondo · Bagioli · Berlato · Bisolti · Canola · Cunego · De Negri · Filosi · Grosu · Ito · Kobayashi · Koishi · Kuboki · Marangoni · Marini · Nakane · Santaromita · Stacchiotti · Uchima · Bou (stagiair) · Cima (stagiair) · Nishimura (stagiair)
Bagioli · Bou · Canola · D. Cima · I. Cima · Cunego · Grosu · Hatsuyama · Ito · Kobayashi · Lobato · Marangoni · Nakane · Nishimura · Ponzi · Santaromita · Tizza · Uchima · Yoshida · Zaccanti
Acosta · Bagioli · Bou · Canola · D. Cima · I. Cima · Hatsuyama · Ito · Lobato · Lonardi · Moser · Nakane · Nishimura · Osorio · Santaromita · Yoshida · Zaccanti · Fiorelli (stagiair) · Ishigami (stagiair) · Kusaba (stagiair) 
Bagioli · Bais · Belletti · Bisolti · Cepeda · Chirico · Flórez · Frapporti · Gabburo · Gavazzi · Muñoz · Pacioni · Pelikán · Pellaud · Ravanelli · Restrepo · Rivera · Rumac · Spreafico · Venchiarutto · Viel